# Oskars Ķibermanis
Oskars Ķibermanis (* 4. April 1993 in Valmiera) ist ein ehemaliger lettischer Bobpilot.

## Werdegang
Ķibermanis war zunächst als Zehnkämpfer aktiv, ehe er sich mit 18 Jahren dem Bobsport zuwandte. Sein Debüt im Europacup feierte er im November 2011 in Innsbruck. Am 12. Januar 2013 folgte in Königssee das Debüt im Weltcup, bei dem er im Zweierbob Rang 26 und im Viererbob Rang 15 belegte. Er startete bei den Olympischen Winterspielen 2014 sowohl im Zweier- als auch im Viererbob. Im Zweierbob belegte er Rang 16 mit Anschieber Vairis Leiboms. Im Viererbob erreichte er den 14. Platz mit Leiboms, Helvijs Lūsis und Raivis Broks. Seine erste Podestplatzierung im Weltcup gelang Ķibermanis im Januar 2017 in Altenberg, als er im Zweierbob mit Matīss Miknis auf den dritten Rang fuhr. Es folgten in der Saison 2016/17 noch weitere Podestplatzierungen im Zweierbob, im Viererbob errang er mit Jānis Jansons, Matīss Miknis und Raivis Zīrups in St. Moritz seinen ersten Weltcupsieg. Bei der Europameisterschaft in Winterberg gewann er mit Matīss Miknis Bronze. Die Europameisterschaft 2018 schloss er im Zweierbob auf dem vierten Rang, im Viererbob auf dem sechsten Rang ab. In Pyeongchang wurde er bei den Olympischen Winterspielen 2018 Neunter im Zweierbob  und im Viererbob Zehnter. Beim Weltcup 2018/19 blieb er ohne Sieg, platzierte sich aber jeweils hinter Francesco Friedrich sowohl in der Zweierbob-Wertung als auch in der Gesamtwertung auf Rang zwei, im Viererbob wurde er Gesamtdritter. 2019 wurde er im Viererbob Vizeweltmeister und Vizeeuropameister. 2023 beendete er seine Karriere aufgrund gesundheitlicher Probleme.